# عبد الكريم الخصاونة
عبد الكريم سليم الخصاونة (1944 -) مفتي عام سابق للمملكة الأردنية الهاشمية ومفتي ومستشار ديني سابق للقوات المسلحة الأردنية، تولى الافتاء العام في الفترة من فبراير 2010 وحتى ديسمبر 2017، كذلك من ديسمبر 2019 وحتى نوفمبر 2023، وشغل منصب قاضي القضاة في الفترة 2017 حتى 2019.

## حياته
وُلِدَ عبد الكريم الخصاونة في بلدة إيدون في محافظة إربد شمال الأردن. حصل على الدرجة الجامعية الأولى من جامعة دمشق وعمل هناك. رجع إلى الأردن وعمل مفتي في القوات المسلحة الأردنية، وتدرج في الجيش حتى أصبح برتبة لواء. في فبراير من عام 2010 أصبح مفتي الأردن خلفا للشيخ نوح القضاة.

## عضويات
الخصاونة عضو في مجلس الإفتاء الأردني وعضو في عدد من المجالس والمؤسسات، منها:
- مجلس أمناء جامعة العلوم الإسلامية العالمية.[3]
- مؤسسة آل البيت الملكية للفكر الإسلامي.
- مجلس الوعظ والإرشاد.
- مركز الملك عبد الله الثاني لتدريس وتأهيل الأئمة.